# Brontotheriidae
I brontoteri (Brontotheriidae), noti anche come titanoteri (Titanotheriidae), sono un gruppo di mammiferi perissodattili estinti, imparentati alla lontana con gli equidi benché superficialmente simili a rinoceronti. Vissero tra l'Eocene inferiore e l'Eocene superiore (circa 56 - 34 milioni di anni fa) e i loro resti fossili sono stati ritrovati in Nordamerica, Asia ed Europa.

## Descrizione
Superficialmente, la maggior parte dei brontoteri assomigliava ai rinoceronti. I brontoteri conservavano quattro dita nelle loro zampe anteriori e tre dita in quelle posteriori. I loro denti erano adatti a tagliare un tipo di vegetazione non particolarmente abrasiva. I loro molari erano caratterizzati da un ectolofo (la parte esterna tagliente del molare) dalla caratteristica forma a W. 
Nel corso della loro storia evolutiva, i brontoteri svilupparono una corporatura particolarmente massiccia, anche se alcune specie di piccole dimensioni (come Nanotitanops) sopravvissero fino all'Eocene superiore. Alcuni generi, come l'americano Dolichorhinus e l'europeo Brachydiastematherium, svilupparono crani molto allungati. Brontoteri successivi erano di taglia massiccia e di grandi dimensioni, e potevano raggiungere un'altezza al garrese di 2,5 metri. Queste forme tarde erano inoltre dotate di bizzarre appendici simili a corna nella zona sopra il naso. Ad esempio, il brontoterio nordamericano Megacerops sviluppò un paio di corna appaiate simili a una Y; queste corna erano sessualmente dimorfiche e suggeriscono che questi animali fossero altamente gregari e che i maschi combattessero gli uni contro gli altri per contendersi le femmine. Al contrario dei rinoceronti, le corna dei brontoteri erano costituite da ossa (ossa frontali e ossa nasali) ed erano poste l'una accanto all'altra. Un'altra forma, l'asiatico Embolotherium, possedeva una struttura a spatola, alta e piatta, che probabilmente sosteneva una struttura ancor più grande costituita da tessuti molli.

## Classificazione
La famiglia Brontotheriidae venne istituita nel 1873 da Othniel Charles Marsh per accogliere alcune forme di grandi mammiferi perissodattili, apparentemente simili a rinoceronti, del Terziario inferiore americano. A questa famiglia vennero attribuite in seguito anche numerosissime forme asiatiche e alcune specie provenienti da giacimenti europei. Fino ai primi anni 2000, la classificazione dei brontoteri era basata su scoperte fatte fino agli anni '20: anche un testo autorevole come Classification of Mammals Above the Species Level (McKenna e Bell, 1997) includeva ancora generi molto noti come Menodus, Brontops e Brontotherium, così come un numero notevole di sottofamiglie. Una serie di revisioni operate da Mihlbachler nel corso degli anni 2000 indicarono che i classici generi nordamericani appartenevano in realtà a un unico genere, Megacerops (il primo descritto) e molte delle sottofamiglie note sino ad allora erano da considerarsi non valide a livello tassonomico. 
Sembra che i brontoteri siano derivati nel corso dell'Eocene inferiore da animali di piccola taglia, forse simili a forme come Lambdotherium, all'interno del gruppo degli Hippomorpha (cavalli e affini), per poi diversificarsi velocemente nel giro di pochi milioni di anni, dando vita a una moltitudine di forme. Le forme più ancestrali sembrerebbero essere Eotitanops e Palaeosyops del Nordamerica, ma si conoscono altre forme altrettanto antiche e basali provenienti dal Pakistan (Mulkrajanops, Pakotitanops). La sottofamiglia Brontotheriinae comprende le forme più derivate, tra cui il già citato Dolichorhinus, Telmatherium, Sthenodectes e la tribù Brontotheriini; quest'ultima, oltre a generi come Diplacodon, Protitanotherium, Rhinotitan e l'enigmatico Brachydiastematherium, comprende due cladi gemelli, Embolotheriina (tra cui Embolotherium) e Brontotheriina (tra cui Duchesneodus, Protitanops e Megacerops). Di seguito è mostrata la classificazione tratta dagli studi di Mihlbachler (Mihlbachler, 2004; Mihlbachler et al., 2004a, 2004b; Mihlbachler, 2008):
- Famiglia Brontotheriidae
  - Pakotitanops incertae sedis, Pakistan
  - Mulkrajanops incertae sedis, Pakistan, 1.25 m al garrese
  - Eotitanops, Nordamerica, 0.5 m al garrese
  - Palaeosyops, Nordamerica, 1 m al garrese
  - Sottofamiglia Brontotheriinae
    - Bunobrontops, Asia
    - Mesatirhinus, Nordamerica, 1 m al garrese
    - Sphenocoelus, Nordamerica, 1.25 m al garrese
    - Desmatotitan, Mongolia Interna, 1.25 m al garrese
    - Fossendorhinus, Nordamerica
    - Metarhinus, Nordamerica, 1 m al garrese
    - Microtitan, Mongolia Interna, 0.75 m al garrese
    - Sthenodectes, Nordamerica, 1.25 m al garrese
    - Telmatherium, Nordamerica, 1.25 m al garrese
    - Metatelmatherium, Nordamerica e Mongolia Interna, 1.25 m al garrese
    - Epimanteoceras, Mongolia Interna, 2 m al garrese
    - Hyotitan incertae sedis, Mongolia Interna, 2.2 m al garrese
    - Nanotitanops incertae sedis, Asia
    - Pygmaetitan incertae sedis, Cina, 0.5 m al garrese
    - Acrotitan incertae sedis, Mongolia Interna, 0.3 m al garrese
    - Arctotitan incertae sedis, Cina
    - Qufutitan incertae sedis, Cina
    - Tribù Brontotheriini
      - Protitan, Mongolia Interna, 2 m al garrese
      - Protitanotherium, Nordamerica, 2 m al garrese
      - Rhinotitan, Mongolia Interna, 2.5 m al garrese
      - Diplacodon (comprendente Eotitanotherium), Nordamerica, 2 m al garrese
      - Pachytitan, Mongolia Interna, 2 m al garrese
      - Brachydiastematherium, Europa orientale, 2 m al garrese
      - Sivatitanops, Asia ed Europa
      - Sottotribù Embolotheriina
        - Gnathotitan, Mongolia Interna, 2.5 m al garrese
        - Aktautitan, Kazakistan, 2.5 m al garrese
        - Metatitan, Mongolia, 1.5 m al garrese
        - Nasamplus, Mongolia Interna
        - Protembolotherium, Mongolia, 2 m al garrese
        - Embolotherium (comprendente Titanodectes), Mongolia, 2.5 m al garrese

      - Sottotribù Brontotheriina
        - Parabrontops, Mongolia, 2 m al garrese
        - Protitanops, Nordamerica, 2 m al garrese
        - Notiotitanops, Nordamerica, 2 m al garrese
        - Dianotitan, Cina, 2 m al garrese
        - Duchesneodus, Nordamerica
        - Maobrontops, Cina
        - Megacerops (comprendente Menodus, Brontotherium, Brontops, Menops, Ateleodon, e Oreinotherium), Nordamerica, 2.5 m al garrese

## Estinzione
Dopo un dominio di milioni di anni, i brontoteri andarono incontro a una rapida estinzione, probabilmente a causa dell'incapacità di adattarsi a condizioni climatiche più secche e a una vegetazione più dura (come l'erba), che si diffuse nel corso dell'Oligocene.